# Nova Zagora
Nova Zagora (en búlgaro: Нова Загора) es una ciudad de Bulgaria en la provincia de Sliven.

## Geografía
Se encuentra a una altitud de 133 m s. n. m. a 269 km de la capital nacional, Sofía.

## Demografía
Según estimación 2012 contaba con una población de 24 107 habitantes.
|         | 2004   | 2005   | 2006   | 2007   | 2008   | 2009   | 2010   | 2011   |
| Mujeres | 12 310 | 12 256 | 12 275 | 12 135 | 12 124 | 12 118 | 11 986 | 11 385 |
| Varones | 11 966 | 11 867 | 11 865 | 11 668 | 11 580 | 11 507 | 11 339 | 10 185 |
| Total   | 24 276 | 24 123 | 24 140 | 23 803 | 23 704 | 23 625 | 23 325 | 22200  |